# Sinch AB
Sinch AB (vormals CLX Communications) ist ein (Software-)Unternehmen aus Stockholm, das sich auf Communications Platforms as a Service (CPaaS) Modelle spezialisiert hat. Über seine Plattform können Unternehmen gebündelt über Nachrichtendienste, Sprachnachrichten, E-Mail, Chat und weitere Services mit Kunden in Kontakt treten. Das Unternehmen ist im OMX Stockholm gelistet.

## Geschichte
Das Unternehmen wurde im Jahr 2008 als CLX Communications von Johan Hedberg, Robert Gerstmann, Kristian Männik, Henrik Sandell, Björn Zethraeus und Kjell Arvidsson gegründet. Fortan wurden etliche Übernahmen im Telekommunikations- und Cloud Kommunikations-Sektor übernommen. Unter anderem gehören heutzutage Firmen und Marken wie Symsoft, Mblox, MyElephant und Sinch zum Portfolio. Letzteres Unternehmen wurde 2014 von Andreas Bernström gegründet und 2016 für 138,9 Mio. SEK übernommen. Seit 2019 firmiert das Gesamtkonstrukt unter der Marke „Sinch“.

## Besitzverhältnisse
Per Ende 2023 waren folgende Anteilseigner publiziert:
- Neqst D2 AB (18,47 %)
- Fourth National Swedish Pension Fund (8,91 %)
- AMF Pension & Fonder (6,29 %)
- Alecta Tjänstepension (4,59 %)
- Swedbank Robur Fonder (4,15 %)
- Handelsbanken Fonder (3,48 %)
- First National Swedish Pension Fund (3,2 %)
- Temasek (2,71 %)
- Vanguard (2,71 %)
- Kjell Arvidsson (P&CS Invest AB) (2,21 %)